# 田柄
田柄（たがら）は、東京都練馬区の町名。住居表示実施済み区域。現行行政地名は田柄一丁目から五丁目。

## 地理
練馬区の北部に位置する。北部は光が丘、板橋区赤塚新町、東部は練馬区北町、南部は春日町、西部は光が丘とそれぞれ接する。

### 地価
住宅地の地価は、2025年（令和7年）1月1日の公示地価によれば、田柄2-35-20の地点で49万8000円/m2、田柄3-22-4の地点で42万5000円/m2、田柄5-18-13の地点で46万円/m2となっている。

## 歴史
旧・武蔵国豊島郡上練馬村小名上田柄。田柄という地名は古くから存在した。上練馬村と下練馬村にまたがり、区別のため上練馬側は上田柄といい現在の光が丘のあたりまで、下練馬川端も田柄といい現在の北町の自衛隊練馬駐屯地あたりまでを指す広大な範囲であった。
上田柄は東田柄・中田柄・西田柄・前田柄・北田柄・田柄谷（たがらや）・田柄久保（たがらくぼ）といった字に分かれていた。1932年（昭和7年）の板橋区成立時に練馬田柄町となり、1949年（昭和24年）1月1日に冠を外して田柄町となった。1967年（昭和42年）10月1日に住居表示を実施して現行の田柄一丁目から五丁目となった。

### 地名の由来
1639年の検地帳に見られる古い地名だが、その由来は定かでない。

### 町名の変遷
板橋区成立時の町名改称は以下のとおり。
| 実施後           | 実施年月日    | 実施前（いずれも上練馬村大字上練馬の字名）                                     |
| ---------------- | ------------- | ------------------------------------------------------------------------------ |
| 練馬田柄町一丁目 | 1932年10月1日 | 字上田柄・中田柄・西田柄・菅原・田柄久保・前神明                               |
| 練馬田柄町二丁目 | 1932年10月1日 | 字愛宕原・神明ヶ谷戶・北田柄・前田柄・田柄谷・東田柄・神明久保・北神明・神明原 |

| 実施後       | 実施年月日   | 実施前           |
| ------------ | ------------ | ---------------- |
| 田柄町一丁目 | 1949年1月1日 | 練馬田柄町一丁目 |
| 田柄町二丁目 | 1949年1月1日 | 練馬田柄町二丁目 |

| 実施後     | 実施年月日    | 実施前（特記ない限り各町丁の一部） |
| ---------- | ------------- | ---------------------------------- |
| 田柄一丁目 | 1967年10月1日 | 田柄町二丁目                       |
| 田柄二丁目 | 1967年10月1日 | 田柄町二丁目                       |
| 田柄三丁目 | 1967年10月1日 | 田柄町一丁目、春日町一丁目（全域） |
| 田柄四丁目 | 1967年10月1日 | 田柄町一丁目、田柄町二丁目、旭町   |
| 田柄五丁目 | 1967年10月1日 | 田柄町一丁目                       |

## 世帯数と人口
2025年（令和7年）4月1日現在（練馬区発表）の世帯数と人口は以下の通りである。
| 丁目       | 世帯数     | 人口     |
| ---------- | ---------- | -------- |
| 田柄一丁目 | 2,531世帯  | 4,969人  |
| 田柄二丁目 | 3,837世帯  | 7,057人  |
| 田柄三丁目 | 2,484世帯  | 5,320人  |
| 田柄四丁目 | 3,359世帯  | 7,363人  |
| 田柄五丁目 | 1,970世帯  | 4,097人  |
| 計         | 14,181世帯 | 28,806人 |

### 人口の変遷
国勢調査による人口の推移。
| 年                 | 人口   |
| ------------------ | ------ |
| 1995年（平成7年）  | 23,519 |
| 2000年（平成12年） | 25,523 |
| 2005年（平成17年） | 27,417 |
| 2010年（平成22年） | 28,403 |
| 2015年（平成27年） | 28,873 |
| 2020年（令和2年）  | 29,720 |

### 世帯数の変遷
国勢調査による世帯数の推移。
| 年                 | 世帯数 |
| ------------------ | ------ |
| 1995年（平成7年）  | 8,719  |
| 2000年（平成12年） | 9,890  |
| 2005年（平成17年） | 10,985 |
| 2010年（平成22年） | 12,004 |
| 2015年（平成27年） | 12,212 |
| 2020年（令和2年）  | 13,544 |

## 学区
区立小・中学校に通う場合、学区は以下の通りとなる（2022年7月現在）。
| 丁目       | 街区                    | 小学校                     | 中学校                   |
| ---------- | ----------------------- | -------------------------- | ------------------------ |
| 田柄一丁目 | 1〜3番 8～19番          | 練馬区立田柄第二小学校     | 練馬区立練馬東中学校     |
| 田柄一丁目 | 4〜7番 29～30番         | 練馬区立田柄第二小学校     | 練馬区立田柄中学校       |
| 田柄一丁目 | 20〜28番                | 練馬区立田柄小学校         | 練馬区立田柄中学校       |
| 田柄二丁目 | 全域                    | 練馬区立田柄小学校         | 練馬区立田柄中学校       |
| 田柄三丁目 | 1〜6番 8～11番 18～26番 | 練馬区立田柄第二小学校     | 練馬区立田柄中学校       |
| 田柄三丁目 | 7番 12〜17番 27〜30番   | 練馬区立光が丘秋の陽小学校 | 練馬区立光が丘第三中学校 |
| 田柄四丁目 | 10～17番                | 練馬区立光が丘秋の陽小学校 | 練馬区立光が丘第三中学校 |
| 田柄四丁目 | 34～49番                | 練馬区立光が丘第八小学校   | 練馬区立光が丘第三中学校 |
| 田柄四丁目 | 1〜9番 18〜33番         | 練馬区立田柄小学校         | 練馬区立田柄中学校       |
| 田柄五丁目 | 1〜3番 8〜9番           | 練馬区立練馬小学校         | 練馬区立練馬中学校       |
| 田柄五丁目 | 4〜7番 10～17番         | 練馬区立光が丘夏の雲小学校 | 練馬区立光が丘第三中学校 |
| 田柄五丁目 | 18〜28番                | 練馬区立光が丘秋の陽小学校 | 練馬区立光が丘第三中学校 |

## 産業

### 事業所
2021年（令和3年）現在の経済センサス調査による事業所数と従業員数は以下の通りである。
| 丁目       | 事業所数  | 従業員数 |
| ---------- | --------- | -------- |
| 田柄一丁目 | 136事業所 | 751人    |
| 田柄二丁目 | 245事業所 | 1,623人  |
| 田柄三丁目 | 130事業所 | 1,021人  |
| 田柄四丁目 | 137事業所 | 997人    |
| 田柄五丁目 | 147事業所 | 1,027人  |
| 計         | 795事業所 | 5,419人  |

#### 事業者数の変遷
経済センサスによる事業所数の推移。
| 年                 | 事業者数 |
| ------------------ | -------- |
| 2016年（平成28年） | 800      |
| 2021年（令和3年）  | 795      |

#### 従業員数の変遷
経済センサスによる従業員数の推移。
| 年                 | 従業員数 |
| ------------------ | -------- |
| 2016年（平成28年） | 5,202    |
| 2021年（令和3年）  | 5,419    |

### 農業
- 販売農家数：26戸
- 農業就業人口：62人
- 経営耕地面積：1632a
  - 田：5a
  - 畑：1,052a
  - 樹園地：575a
- 主要農作物作付面積
  - キャベツ：541a
  - ばれいしょ：89a
  - ダイコン：173a
  - ほうれんそう：255a

（2000年（平成12年）2月1日現在、「練馬区統計書平成17年版 農業センサス」より。なお、ここに掲載したのは農業集落名が「田柄町」となっている農家である。）ほうれんそうの作付面積は区内で最も多い。経営耕地面積が1632aとなっているように区内では比較的広い農地を抱えている（32集落中第5位、区内全体の約6%）ものの、宅地化の影響で農業は縮小しつつある。

### 工業
- 工場数：51（2003年（平成15年）12月現在「練馬区統計書平成17年版 工業統計調査」より）
- 従業者数：231人
  - 常用労働者：191人
  - 事業主・家族従業者：40人
- 製造品出荷額等：170,985（万円）
- 付加価値額：109,427（万円）

## 出身有名人
- ケイ・グラント

## その他

### 日本郵便
- 郵便番号 : 179-0073[3]（集配局 : 光が丘郵便局[18]）。